# David Proval
David Proval (Brooklyn, New York, 20. svibnja 1942.) američki je glumac, najpoznatiji po ulozi Richieja Aprilea iz televizijske serije Obitelj Soprano.

## Vanjske poveznice
- David Proval u internetskoj bazi filmova IMDb-u (engl.)